# Saison 2017 des Orioles de Baltimore
La saison 2017 des Orioles de Baltimore est la 117e saison en Ligue majeure de baseball pour cette franchise et la 64e depuis son arrivée à Baltimore. 
Victorieux dans 25 de leurs 41 premiers matchs de la saison 2017, les Orioles sont dans la course pour le titre de la division Est de la Ligue américaine jusqu'au début juin, mais dégringolent ensuite rapidement le classement. Ils n'ont que 35 victoires en 81 matchs lors de la seconde moitié du calendrier et terminent l'année en dernière place de leur division, avec un bilan final de 75 succès et 87 défaites. Le club perd 14 parties de plus qu'en 2016. C'est la première saison perdante des Orioles depuis 2011.

## Saison régulière
La saison régulière de 162 matchs des Orioles débute le 3 avril 2017 par la visite à Baltimore des Blue Jays de Toronto et se termine le 1er octobre suivant. 

### Classement
| Ligue américaine division Est | V  | D  | %    | Diff. | Diff. (séries) |
| ----------------------------- | -- | -- | ---- | ----- | -------------- |
| Red Sox de Boston             | 93 | 69 | ,574 | -     | -              |
| Yankees de New York           | 91 | 71 | ,562 | 2     | +6             |
| Rays de Tampa Bay             | 80 | 82 | ,494 | 13    | 5              |
| Blue Jays de Toronto          | 76 | 86 | ,469 | 17    | 9              |
| Orioles de Baltimore          | 75 | 87 | ,463 | 18    | 10             |